# Boscos caducifolis secs del Dècan Central
Els boscos caducifolis secs de l'altiplà central del Dècan és una ecoregió del sud de l'Índia, que conté grans àrees protegides d'hàbitat natural del tigre.

## Ambientació
L'altiplà de Dècan és un gran altiplà triangular al sud de l'Índia, delimitat per la serralada dels Ghats occidentals a l'oest, els Ghats orientals a l'est i la serra occidental de Satpura al nord. L'ecoregió dels boscos secs de fulla caduca de l'altiplà central ocupen una superfície de 240.200 quilòmetres quadrats, en els quals l'hàbitat natural dominant és o era un bosc d'arbres de Hardwickia binata i Albizia amara, situats a la porció central i sud de l'altiplà. L'ecoregió es troba principalment dins dels estats de Maharashtra i Telangana, estenent-se a les parts adjacents de Madhya Pradesh, Chhattisgarh i Andhra Pradesh. A Maharashtra, els boscos de fulla caduca seca de l'altiplà central del Dècan cobreixen la major part de la regió de Vidarbha, inclosa la ciutat de Nagpur. A Telangana, els boscos secs de fulla caduca cobreixen gran part de l'estat, inclosa Hyderabad, la capital de l'estat, amb una petita part que s'estén a través dels Ghats Orientals fins a la badia de Bengala al districte de Krishna d'Andhra Pradesh.
L'ecoregió dels xèrics Boscs d'arbusts punxeguts del Dècan l'encercla per l'oest, sud i sud-est, cobrint les porcions més eixutes de l'altiplà en l'ombra geogràfica pluviomètrica dels Ghats Occidentals. Els boscos caducifolis humits de les Terres Altes de l'Est romanen des del nord-est fins a l'est, mentre els Boscos decidus secs de la Vall de Narmada s'estenen al llarg de la serralada Satpuras cap al nord-oest.
El riu Godavari creua l'ecoregió des de la seva font als Ghats Occidentals i, efectivament, la majoria dels rius de l'altiplà s'escorren a l'est cap a la badia de Bengala, a excepció del riu Tapti a l'angle nord-oest de l'altiplà, que desguassa cap a l'oest cap a la Mar Aràbiga.
Es tracta d'una zona molt poblada i la major part del bosc natural de l'ecoregió ha estat tallat per fer llenya o pastures o com a conseqüència de l'embassament del riu. Tots tres factors encara en acció creixent. Tot i així, queden grans blocs d'hàbitat original com la reserva de tigres de Nagarjunsagar-Srisailam a Telangana i Andhra Pradesh.

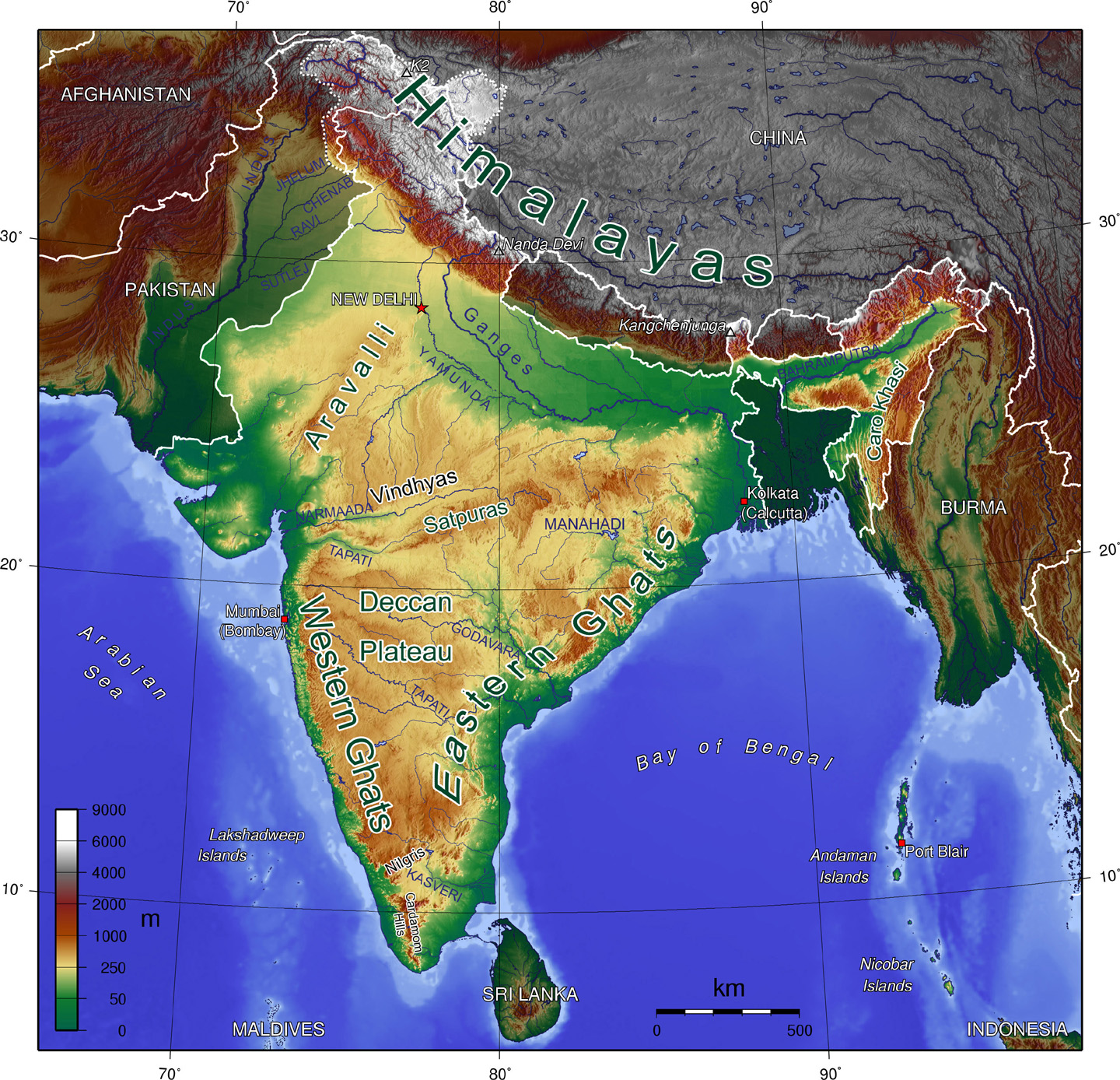
Relleu i rius de l'Índia

## Flora

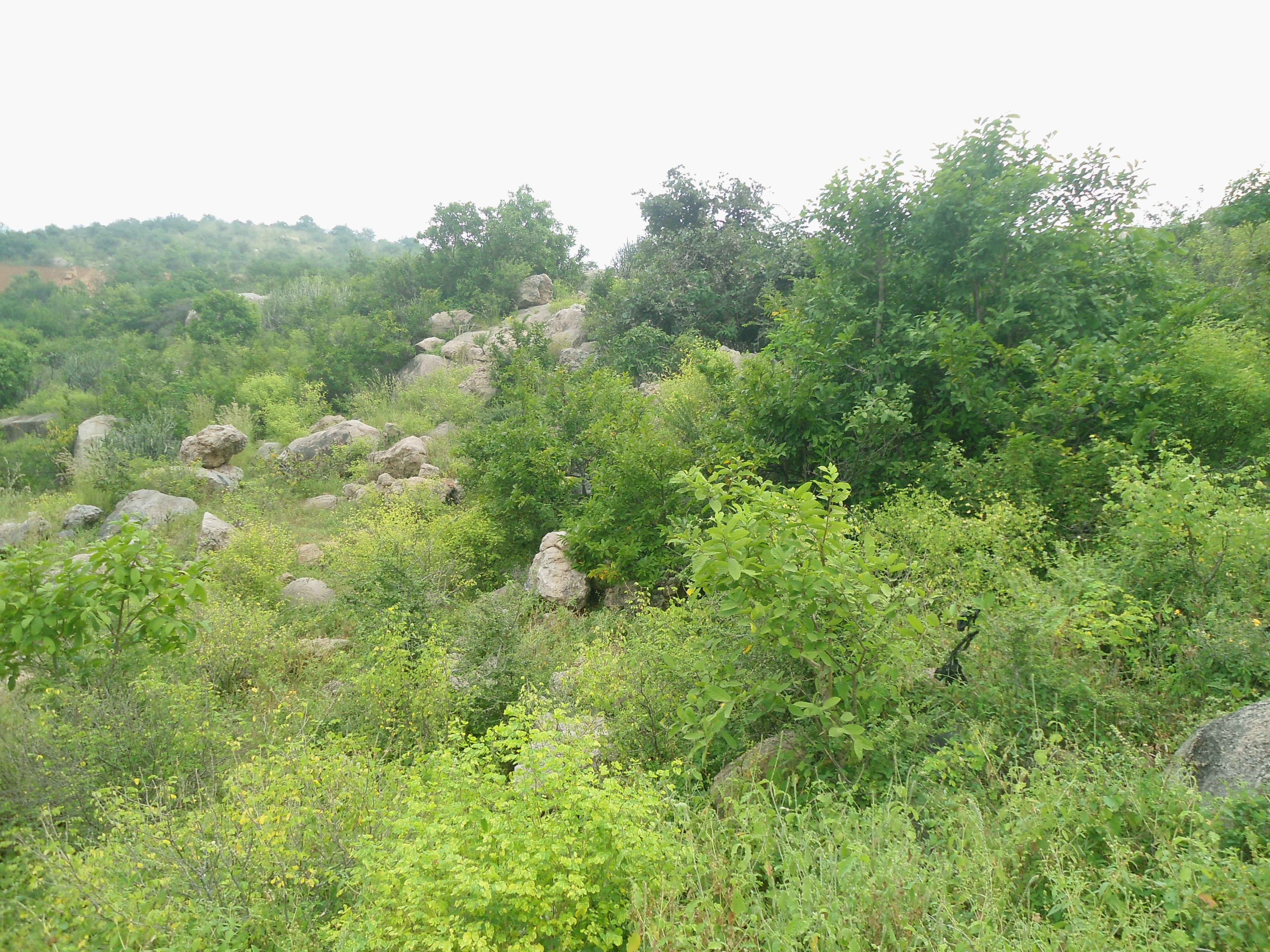
Vegetació a Mastyagiri, districte de Nalgonda. Estat d'Andhra Pradesh.

Els boscos de Hardwickia binata i Albizia amara són la comunitat vegetal característica d'aquesta ecoregió, distingint-la dels boscos predominantment de teca (Tectona grandis) o sal (Shorea robusta) que es troben en altres llocs del Deccan. Els boscos centrals del Dècan tenen una marquesina superior a 15-25 metres, i un segon nivell a 10-15 metres, amb poc sotabosc. Els arbres de Hardwickia perden les fulles durant la temporada seca a l'hivern, i en surten de nou a l'abril. Altres espècies arbòries de la part nord de l'ecoregió són la teca, Boswellia serrata, Lannea coromandelica, Anogeissus latifolia, Albizia lebbeck, Lagerstroemia parvifolia, Diospyros tomentosa i Acacia catechu.

## Fauna

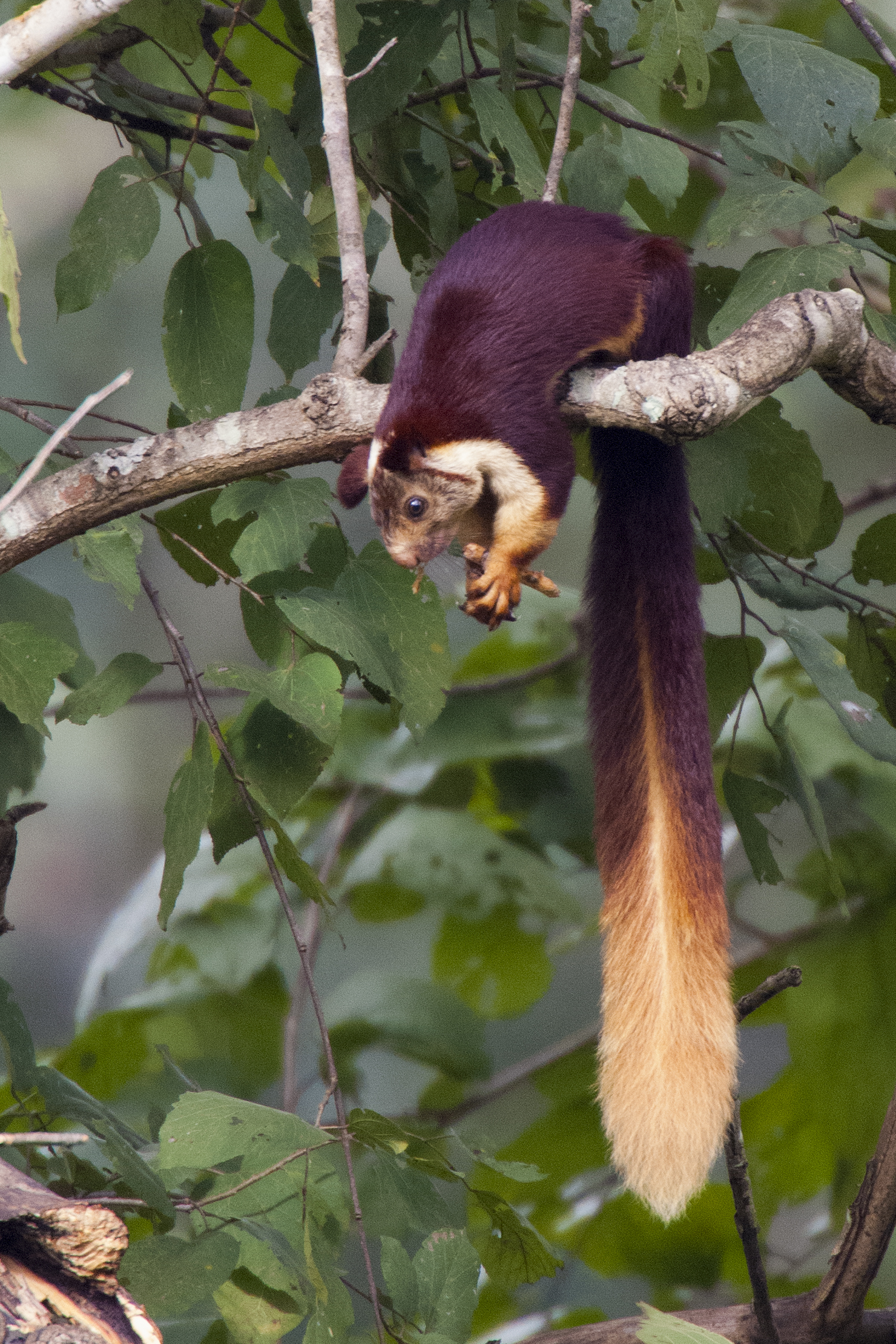
Esquirol gegant de l'Índia. Reserva de tigres de Bhadra. 2006.

Les àmplies zones de bosc restant de l'altiplà continuen allotjant una gran varietat d'animals pasturant des de l'antílop quadricorni (Tetracerus quadricornis), la gasela de Bennett (Gazella bennettii) i l'antílop negre (Antilope cervicapra) fins al gran gaur i el búfal d'aigua salvatge (Bubalus arnee). Els grans carnívors inclouen els tigres de Bengala (Panthera tigris tigris), el gos salvatge (Cuon alpinus) i l'ós morrut (Melursus ursinus). La zona acull prop de noranta espècies de mamífers. Algunes de les espècies més grosses esmentades aquí són rares, així com l'esquirol gegant indi amenaçat (Ratufa indica). Les 300 espècies d'aus inclouen el corredor de Jerdon (Rhinoptilus bitorquatus) amenaçat a nivell mundial, que es va redescobrir el 1986 després que es creia extingit durant gairebé cent anys.

## Conservació
A prop del 80 per cent de la superfície d'hàbitat natural d'aquesta ecoregió ha estat eliminat. Diversos blocs d'hàbitat més grans de 5000 km² hi romanen. Quinze àrees amb protecció cobreixen quasi el 3% de l'àrea de l'ecoregió, amb la Reserva de Tigres de Nagarjunsagar-Srisailam com la més gran.
- Santuari de Vida Salvatge de Bor, Districte de Wardha, Maharashtra (80 km²)
- Santuari de Vida Salvatge de Chaprala, Districte de Gadchiroli, Maharashtra (130 km²)
- Santuari de Gautala Autramghat, Districtes d'Aurangabad i Jalgaon, Maharashtra (260 km²)
- Santuari de Vida Salvatge de Gundla Brahmeswaram, Districtes de Kurnool i Prakasam, Andhra Pradesh (120 km²)
- Santuari de Vida Salvatge de Katepurna, Districte d'Akola, Maharashtra (420 km²)
- Santuari de Vida Salvatge de Kolleru, Andhra Pradesh (220 km², parcialment en l'ecoregió de Boscos caducifolis humits de les Terres Altes de l'Est)
- Santuari de Vida Salvatge de Manjira, Districte de Medak, Telangana (30 km²)
- Reserva de Tigres de Nagarjunsagar-Srisailam, Telangana i Andhra Pradesh (3,568 km²)
- Santuari de Vida Salvatge de Nagzira, Districtes de Bhandara i Gondia, Maharashtra (150 km²)
- Parc Nacional de Navegaon, Districte de Gondia, Maharashtra (170 km²)
- Santuari de Vida Salvatge de Painganga, Districte de Yavatmal, Maharashtra (130 km²)
- Parc Nacional de Pench, Districtes de Seoni i Chhindwara, Madhya Pradesh (440 km²)
- Santuari de Vida Salvatge de Pocharam, Districte de Medak, Telangana (120 km²)
- Reserva de Tadoba Andhari, Districte de Chandrapur, Maharashtra (625 km²)
- Santuari de Vida Salvatge de Tipeshwar, Districte Yavatmal, Maharashtra (160 km²)